# Лесоклинье
Лесокли́нье (карел. Meččä) — деревня в Молоковском районе Тверской области. Относится к Обросовскому сельскому поселению (до 2006 года входила в состав Суборьского сельского округа).
Находится на реке Елешня, в 15 км (по прямой) к югу от районного центра пгт Молоково, в 28 км к северу от города Бежецка. По данным переписи 2002 года населения не имела. Соседние деревни Завражье и Лазарьково тоже не имеют постоянного населения. Ближайшие жилые деревни — Даниловское (3,5 км) и Суборь (4,5 км).

## История
По документам XVII—XVIII веков Бежецкий верх имел в своём составе Лесоклинскую волость .
В Списке населенных мест 1859 года значится погост Лес Клинский с православной церковью и 48 жителями при 7 дворах. Погост — центр Лесоклинского прихода Бежецкого уезда Тверской губернии. Деревни прихода относились к Яковлевской волости.
В 1901 году на Лесоклинском погосте Церковь Троицкая, построена в 1846 году, каменная. В приходе деревни: Завражье, Лазарьково, Мохнилово, Крутец, Полежаиха, Холмцы-Яблонские, Крутино, Мешково, Семьюны, Морозово, Котловицы, Павшино, Сметанино, Суборь, Подертово, Тестово, Старово, Замотье, Маньково, Яковлевское-Пруды, Олохово, Холмцы Нееловские, Городки, Яблонное, Ежево, Пашково, Даниловское, Бор-Шалаев, Пологи, Зенино-Ворончиха — всего 660 дворов, 5435 человек (выделены исчезнувшие деревни).
В Советское время Лесоклинье числилось деревней, существовали Лесоклинский сельсовет, Лесоклинская школа.  

## Население
| 1859 | 2008 | 2010 |
| ---- | ---- | ---- |
| 48   | ↘0   | →0   |

## Достопримечательности
- Развалины Троицкой церкви, кладбище[4].